# ولاية إفريقيا الإمبراطورية
ولاية أفريقيا الإمبراطورية (باللاتينية: praefectura praetorio Africae) كان التقسيم الإداري الرئيسي للإمبراطورية الرومانية الشرقية الواقعة في المغرب الكبير ومركزها في قرطاج، تأسست بعد إعادة غزو شمال غرب أفريقيا واستعادته من الوندال في 533-534 من قبل الإمبراطور البيزنطي جستينيان الأول. استمرت في الوجود حتى أواخر ثمانينيات القرن السادس، عندما تم استبدالها بـ إكسرخسية قرطاج.

## التاريخ

### التأسيس
في عام 533، هزم الجيش الروماني بقيادة بيليساريوس مملكة الواندالية التي كانت تقع داخل حدود أراضي الإمبراطورية الرومانية السابقة في شمال أفريقيا ودمّرها عن بكرة أبيها. مباشرةً عقب إدراكه للنصر، في أبريل 534، أصدر الإمبراطور جستنيان قانونًا يتعلق بالتنظيم الإداري للمناطق التي بُسطت السيطرة عليها حديثًا. حافظ الوانداليون على المقاطعات القديمة لأبرشية الرومان في أفريقيا، ولكن أجزاءً كبيرة، بما في ذلك جميع أراضي موريطنية الطنجية تقريبًا، وجزءًا كبيرًا من موريطانيا القيصرية وموريطنية سيتيفينسيس وأجزاءً كبيرة من المناطق الداخلية من نوميديا وبيزاسينا، قد فُقِدت جراء غزوات القبائل الأمازيغية، ويُطلق عليهم بصفتهم جماعة اسم «الموريين». ومع ذلك، أعاد جستنيان التقسيم الإداري القديم، لكنه رفّع من رتبة الحاكم العام في قرطاج إلى الرتبة الإدارية العليا كقائد برايتوري، وبذلك أنهى أبرشية التبعية التقليدية لأفريقيا إلى ولاية إيطاليا الإمبراطورية (التي كانت ما تزال تحت حكم مملكة القوط الشرقيين آنذاك). جرى تعيين سبع مقاطعات، أربع قنصليات وثلاث مناطق إدارية:
«من المدينة السالف ذكرها، وبعون الرب، ستُفرض السيطرة على سبع مقاطعات مع حكامها، منها طنجة وقرطاج وبيزاسينا وطرابلس، التي كانت سابقًا خاضعة قضائيًا لولاية الولاة، سيكون لها حكام قنصليون، في حين يجب على المقاطعات الأخرى، مثل نوميديا وموريتانيا وسردينيا أن يخضعوا بمساعدة الله، للحكام».- مخطوطة جستنيان I.XXVII
من الجدير ذكره هو أن موريطنية الطنجية، التي كانت جزءًا تقليديًا من أبرشية إسبانيا (التي كانت آنذاك خاضعةً لحكم مملكة القوط الغربيين)، أُوقف نشاطها مؤقتًا بصفتها مقاطعة منفصلة في اتفاقية جستنيان ودُمجت مع موريطانيا القيصرية لتشكيل المقاطعة التي حكمت من طنجة، ويشير مصطلح «موريتانيا» إلى موريطنية سيتيفينسيس. تجدر الإشارة أيضًا إلى أن جزيرة سردينيا كانت جزءًا من أفريقيا بدلًا من إيطاليا.
كان جستنيان ينوي على حدّ تعبير المؤرّخ جون بانيل بيوري «القضاء على جميع آثار فتح واندال، كما لو أن شيئًا لم يحدث». أُعيدت الكنائس إلى رجال دين المسيحية الخلقيدونية، وتعرّض باقي الآريين للاضطهاد. حتى إن ملكية الأرض قد عادت إلى الوضع الذي سبق الغزو الواندالي، لكن ندرة سندات ملكية الأراضي القانونية بعد 100 عام من حكم الواندال أثارت فوضى إدارية وقضائية.
كان يعلو هرمَ الإدارة العسكرية المنصب الجديد قائد جنود أفريقيا، بالإضافة إلى مرؤوس تابع وأربعة من قادة الحدود الإقليمية (لبدة الكبرى لإقليم طرابلس، قفصة أو تلابت لبيزاسينا، وسيرتا لنوميديا، والقيصرية لموريطانيا) تحت رتبة القائد (دوكس). لم يجر إنشاء هذا التنظيم إلا تدريجيًا، إذ قاوم الرومان الموريين واستعادوا هذه الأراضي.

### الحروب المورية
عندما حطّ الرومان في أفريقيا، اتّخذ الموريون موقفًا محايدًا، لكن عقب الانتصارات الرومانية السريعة، تعهّدت معظم قبائلهم بالولاء للإمبراطورية. كان من أبرز القبائل قبيلة ليوثاي في إقليم طرابلس، وقبيلة الفريكسي في بيزاسينا. وكان أنطالاس يقود الفريكسي وحلفاؤهم، بينما كانت القبائل الأخرى في المنطقة تتبع القائد كوتزيناس. كان إياوداس يحكم الأوراسيين (قبائل جبال الأوراس) في نوميديا، وكان ماستيغاس وماسونا يقودان الموريين الموريطانيين.

#### أول انتفاضة مورية
بعد أن غادر بيليساريوس إلى القسطنطينية، خلفه مواطنه قائد جنود أفريقيا (كبير المساعدين)، صولومون المخصي من دارا. وانتفضت قبائل الموريين التي تقطن في بيزاسينا ونوميديا على الفور تقريبًا، وانطلق صولومون مع قواته، التي ضمّت القبائل المورية المتحالفة؛ لمحاربتهم. كان الوضع حرجًا للغاية لدرجة أن صولومون عُهد إليه أيضًا بالسلطة المدنية، حيث حلّ محل الحاكم الأول، أرشيلاوس، في خريف عام 534. تمكّن صولومون من هزيمة موري بيزاسينا في مامّا، وهزمه مجددًا هزيمةً نكراء، في معركة جبل بورغون في أوائل عام 535. في الصيف، شنّ حملةً ضد يبداس والأوراسيين، الذين كانوا يجتاحون نوميديا لكنهما فشلا في تحقيق أي نتيجة. ثم شرع صولومون بتشييد الحصون على طول الحدود والطرق الرئيسة، آملًا باحتواء غارات الموريين.

#### التمرد العسكري
في عيد الفصح عام 536، اندلعت ثورة عسكرية واسعة النطاق يعود سببها إلى استياء الجنود من صولومون. تمكّن صولومون إلى جانب بروكوبيوس القيسراني -الذي عمل كاتبًا له- من الفرار إلى صقلية، التي كان قد غزاها بيليساريوس للتو. وأُبقي على ملازمي صولومون مارتينوس وثيودور في الخلف، الأول من أجل أن يحاول الوصول إلى القوات في نوميديا، والثاني ليسيطر على قرطاج. عند سماع خبر التمرد، أبحر بليساريوس، مع صولومون ومئة من الرجال الذين جرى انتقاؤهم إلى أفريقيا. كان يُحاصر قرطاج 9000 متمرّد، من بينهم العديد من الوانداليين، تحت قيادة سطوطزاس. كان ثيودور يفكر في الاستسلام، عندما ظهر بيليساريوس. كانت أخبار وصول الجنرال الشهير كافية للمتمردين للتخلّي عن الحصار والانسحاب غربًا. على الرغم من أن بيليساريوس لم يتمكّن من حشد ألفي رجل، فإنه سرعان ما شنّ مطاردةً وهاجم قوات المتمردين في ممبريسا. مع ذلك، تمكّن غالبية المتمردين من الفرار، واستمروا في الزحف نحو نوميديا، حيث قررت القوات المحلية الانضمام إليهم. أُجبر بيليساريوس نفسه على العودة إلى إيطاليا، ونصّب جستنيان ابن عمه جرمانوس قائد جند للتعامل مع الأزمة.
استطاع جرمانوس كسب العديد من المتمردين إلى صفّه بفضل الظهور بمظهر تصالحي وسداد متأخراتهم. في النهاية، في ربيع عام 537، اشتبك الجيشان في سكالاي فيتيرز، ما أدّى إلى انتصار جيرمانوس بشقٍّ الأنفس. هرب سطوطزاس إلى رجال القبائل في موريتانيا، وأمضى جيرمانوس العامين المقبلين في إعادة فرض الانضباط في الجيش. في النهاية، اعتبر جستنيان أن الوضع قد استقر بما يكفي، وفي عام 539 حلّ صولومون مكان جيرمانوس. أكمل صولومون عمل جيرمانوس بإزاحة من يشتبه بولائهم وتعزيز شبكة التحصينات. مكّنه هذا التنظيم المُتقن من توجيه ضربة تكلّلت بالنجاح للأوراسيين، وطردهم من معاقلهم الجبلية، وتوطيد الحكم الروماني بثبات في نوميديا وموريطنية سيتيفينسيس.